# エスタディオ・ムニシパル・デ・ラ・アルブエラ
エスタディオ・ムニシパル・デ・ラ・アルブエラ（Estadio Municipal de La Albuera）は、スペイン・カスティーリャ・イ・レオン州セゴビア県セゴビアにあるサッカー専用スタジアム。ジムナスティカ・セゴビアナCFがホームスタジアムとして使用している。

## 概要
1977年6月27日、セゴビア県のユース選抜とクエンカ県のユース選抜の試合でこけら落としとなり、2-1でセゴビア県側が勝利した。
2009年、躯体の老朽化による安全性の追求からバックスタンドの一部とゴール裏スタンドが取り壊された。これ以降スタンドの再建は進んでいないため、現在はメインスタンドをバックスタントの一部のみが姿を保っている。